# Osceola Magic
O Osceola Magic é um time norte-americano de basquete profissional com sede em Kissimmee, Flórida. A equipe é afiliada do Orlando Magic da National Basketball Association (NBA). A equipe começou a jogar na temporada de 2017-18 e joga seus jogos em casa no RP Funding Center.
A franquia anteriormente era anteriormente sediada em Erie, Pensilvânia, e conhecido como Erie BayHawks até sua mudança para Lakeland em 2018. a franquia era conhecida como Lakeland Magic até 11 de abril de 2023, quando o Orlando Magic anunciou que a equipe se mudaria para Kissimmee a partir de novembro de 2023.

## História

### Erie Bay Hawks (2008–2017)

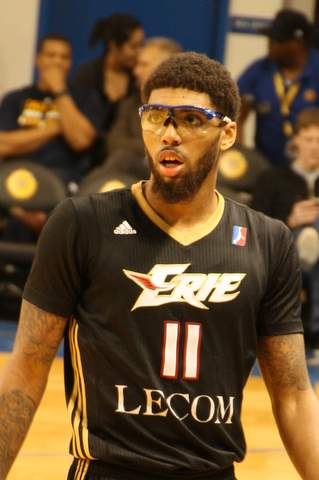
Devyn Marble com o BayHawks em 2016

O Erie BayHawks foi estabelecido em 2008 como uma equipe de expansão na D-League, originalmente afiliada ao Cleveland Cavaliers e ao Philadelphia 76ers. O nome "BayHawks" fazia alusão à Baía de Presque Isle, na qual fica a cidade de Erie. A equipe foi afiliada ao Toronto Raptors de 2009 a 2011. A equipe jogava no Erie Insurance Arena.
A afiliação com os Cavaliers durou até 2011, quando o Cleveland obteve sua própria afiliada no Canton Charge. O BayHawks então se afiliou ao New York Knicks. Sob a afiliação dos Knicks, o BayHawks ganhou as manchetes em 17 de janeiro de 2012, quando Jeremy Lin foi designado para a equipe. Em 20 de janeiro, ele teve um triplo-duplo com 28 pontos, 11 rebotes e 12 assistências na vitória sobre o Maine Red Claws por 122-113. Em dezembro de 2012, os Knicks designaram o veterano da NBA, Amar'e Stoudemire, para o BayHawks por causa de uma lesão.
Em 2012, os Knicks ofereceram o cargo de treinador do BayHawks a Patrick Ewing, um de seus ex-jogadores mais proeminentes. No entanto, ele recusou a oferta citando seu desejo de treinar na NBA. Ewing trabalhou como assistente técnico do Washington Wizards, Houston Rockets e Orlando Magic.
Em 2014, os Knicks encerraram sua afiliação com Erie em favor de iniciar uma franquia na D-League, o Westchester Knicks, forçando o BayHawks a encontrar um novo afiliado. Em abril de 2014, o BayHawks entrou em negociações para um relacionamento híbrido com o Orlando Magic e um acordo foi anunciado em 19 de maio de 2014.

### Lakeland Magic (2017–Presente)
Em janeiro de 2016, o Magic anunciou suas intenções de ter sua própria equipe da D-League na Flórida, mas afirmou que seria uma equipe de expansão e não uma realocação do Erie BayHawks. No anúncio original de 6 de janeiro de 2016, foi anunciado que o Orlando Magic estava procurando colocar uma equipe da D-League na Flórida; os oito locais candidatos iniciais foram: Bay Lake (ESPN Wide World of Sports Complex), Daytona Beach (Ocean Center), Estero (Germain Arena), Fort Myers (Lee Civic Center), Jacksonville (Jacksonville Veterans Memorial Arena), Kissimmee (Silver Spurs Arena), Lakeland (Lakeland Center) e Orlando (CFE Arena). Em 17 de fevereiro, o Magic reduziu suas escolhas para Bay Lake, Jacksonville, Lakeland e Kissimmee. Em 30 de junho, o Magic nomeou Kissimmee e Lakeland como os dois finalistas.
Em dezembro de 2016, o Magic anunciou que havia comprado a franquia do BayHawks e que a mudaria para Lakeland, para a temporada de 2017-18, tornando-se a décima sétima equipe da NBA a possuir uma franquia da D-League. Eles também construiriam uma instalação de treinos nas proximidades de Winter Haven. Em 12 de abril de 2017, foi anunciado que a equipe seria nomeada Lakeland Magic. Em 8 de agosto de 2017, Stan Heath foi nomeado treinador principal e Anthony Parker como gerente geral.
Em resposta à compra, a administração local do BayHawks e os ex-proprietários também anunciaram que estavam tentando garantir outra franquia para substituir o BayHawks, agora de propriedade do Magic, para jogar em Erie. Em janeiro de 2017, foi anunciado que o Atlanta Hawks colocaria temporariamente sua afiliada da D-League em Erie para as temporadas de 2017-18 e 2018-19 sob as operações da antiga gerência do BayHawks.
O Magic venceu o título da liga na temporada encurtada pela pandemia do COVID-19 em 2021. O treinador Heath ganhou o prêmio de treinador do ano e depois assumiu a posição de treinador principal na Universidade de Michigan Oriental. O auxiliar técnico Joe Barrer foi então nomeado seu substituto. Anthony Parker foi promovido a gerente geral assistente em Orlando e Adetunji Adedipe foi promovido a gerente geral em outubro de 2021, depois de atuar como gerente geral assistente desde 2017 e trabalhar no Magic desde 2015.

## Temporadas
| Temporadas                   | Conferências                 | Divisão                      | Classificação                | V             | D             | %             | Pós-Temporada                         |
| Erie BayHawks                | Erie BayHawks                | Erie BayHawks                | Erie BayHawks                | Erie BayHawks | Erie BayHawks | Erie BayHawks | Erie BayHawks                         |
| ---------------------------- | ---------------------------- | ---------------------------- | ---------------------------- | ------------- | ------------- | ------------- | ------------------------------------- |
| 2008–09                      | —                            | Central                      | 3rd                          | 27            | 23            | .540          | Perdeu na primeira rodada             |
| 2009–10                      | Eastern                      | —                            | 6th                          | 21            | 29            | .420          |                                       |
| 2010–11                      | Eastern                      | —                            | 2nd                          | 32            | 18            | .640          | Perdeu na primeira rodada             |
| 2011–12                      | Eastern                      | —                            | 3rd                          | 28            | 22            | .560          | Perdeu na primeira rodada             |
| 2012–13                      | Eastern                      | —                            | 4th                          | 26            | 24            | .520          |                                       |
| 2013–14                      | —                            | Eastern                      | 5th                          | 16            | 34            | .320          |                                       |
| 2014–15                      | Eastern                      | Atlantic                     | 3rd                          | 24            | 26            | .480          |                                       |
| 2015–16                      | Eastern                      | Atlantic                     | 5th                          | 12            | 38            | .240          |                                       |
| 2016–17                      | Eastern                      | Atlantic                     | 6th                          | 14            | 36            | .280          |                                       |
| Lakeland Magic               |                              |                              |                              |               |               |               |                                       |
| 2017–18                      | Eastern                      | Southeast                    | 2nd                          | 28            | 22            | .560          | Perdeu na primeira rodada             |
| 2018–19                      | Eastern                      | Southeast                    | 1st                          | 32            | 18            | .640          | Perdeu nas Finais de Conferência      |
| 2019–20                      | Eastern                      | Southeast                    | 1st                          | 25            | 17            | .595          | Season cancelled by COVID-19 pandemic |
| 2020–21                      | —                            | —                            | 6th                          | 9             | 6             | .600          | Campeão da G-League                   |
| 2021–22                      | Eastern                      | —                            | 12th                         | 11            | 21            | .344          |                                       |
| Recorde na temporada regular | Recorde na temporada regular | Recorde na temporada regular | Recorde na temporada regular | 305           | 334           | .477          |                                       |
| Recorde nos playoffs         | Recorde nos playoffs         | Recorde nos playoffs         | Recorde nos playoffs         | 6             | 7             | .462          |                                       |

## Treinadores
| # | Treinadores   | Temporadas    | Temporada regular | Temporada regular | Temporada regular | Temporada regular | Playoffs | Playoffs | Playoffs | Playoffs | Conquistas                  |
| # | Treinadores   | Temporadas    | J                 | V                 | D                 | %                 | J        | V        | D        | %        | Conquistas                  |
| - | ------------- | ------------- | ----------------- | ----------------- | ----------------- | ----------------- | -------- | -------- | -------- | -------- | --------------------------- |
| 1 | John Treloar  | 2008–2010     | 100               | 48                | 52                | .480              | 1        | 0        | 1        | .000     |                             |
| 2 | Jay Larrañaga | 2010–2012     | 100               | 60                | 40                | .600              | 6        | 2        | 4        | .333     |                             |
| 3 | Gene Cross    | 2012–2014     | 100               | 42                | 58                | .420              | —        | —        | —        | —        |                             |
| 4 | Bill Peterson | 2014–2017     | 150               | 50                | 100               | .333              | —        | —        | —        | —        |                             |
| 5 | Stan Heath    | 2017–2021     | 157               | 94                | 63                | .599              | 6        | 4        | 2        | .667     | Campeão da G-League em 2021 |
| 4 | Joe Barrer    | 2021–Presente | 32                | 11                | 21                | .344              | —        | —        | —        | —        |                             |

## Afiliados na NBA

### Erie Bay Hawks (2008–2017)
- Cleveland Cavaliers (2008–2011)
- New York Knicks (2011–2014)
- Orlando Magic (2014-2017)
- Philadelphia 76ers (2008–2009)
- Toronto Raptors (2009–2011)

### Lakeland Magic (2017–Presente)
- Orlando Magic (2017–Presente)